# مجد رمضان
مجد رمضان فنانة تشكيلية لبنانية ولدت في قطر عام 1965. حصلت على دبلوم في الفنون التشكيلية من أكاديمية مايكل أنجلو. هي عضو في نقابة الفنيين والسينمائيين اللبنانية، رئيسة جمعية المجد للفنون 7 في لبنان، ورئيسة فريق الرسم السعيد لكبار السن برعاية وزارة الثقافة اللبنانية.

## المسيرة الفنية
بدأت مجد رمضان مسيرتها الفنية برسم اللوحات الكلاسيكية والانطباعية، ثم انتقلت تدريجيًا إلى الواقعية السريالية. شاركت في العديد من المعارض الفردية والجماعية في لبنان والخارج، كما ساهمت في تنفيذ جداريات في عدة أماكن بينها مطار رفيق الحريري الدولي.

## المشاركات والمعارض
عرضت رمضان أعمالها في:
- ARTISTES DU MONDE CANNES (2010).[1]

- Salon Devil’Art-Dennes فرنسا (2018).[2]

- بنالي فلورنسا الدولي (2019) في إيطاليا.[3]

## التكريمات
- ميدالية ذهبية من البابا بنديكتوس تقديرًا لأيقونة البشارة التي أهدتها للفاتيكان عام 2012.[4]
- جائزة التفوق الفني الدولي من مدينة كان، فرنسا، عام 2015، خلال معرض "Artistes du Monde Cannes" حيث كانت الفنانة العربية الوحيدة المشاركة.[1]

## أنشطة أخرى
- أدرج متحفها الافتراضي ضمن قائمة المتاحف الافتراضية المعتمدة من وزارة الثقافة اللبنانية. قدمت محاضرات وورش عمل حول الفن، وشاركت في مهرجانات ثقافية دولية ممثلة للبنان.[5]
- أطلقت مجد رمضان مشروع "الرسم السعيد وكبار السن"، وهو مبادرة تهدف إلى تعزيز المشاركة الفنية لكبار السن وتحسين رفاهيتهم من خلال التعبير الفني.[6] حصلت على شهادة تسجيل أثر فني وأدبي من وزارة الاقتصاد اللبنانية للمشروع برقم 7847.

## الإصدارات
- مخيلة الخيال (كتاب فني إلكتروني موثق برقم ISBN صادر عن مكتب اليونسكو)
- من الطفل إلى الطفل (إصداران)
- الياقوت
- لآلئ وسنابل

### وصلات خارجية
- الموقع الرسمي
- المتحف الافتراضي
- قناة يوتيوب
- مقال في صحيفة العرب